# Востани Сербије
Востани Сербије („Устани Србијо”), такође позната и под називом Песма на инсурекцију Сербијанов („Ода српском препороду”), српска је родољубива пјесма, првобитна пјесма коју је написао Доситеј Обрадовић у Бечу 1804, „пјесна на инсурекцију сербијанов, сербији и храбријеја витезовом и чадом и богопомагајему их војеводи господину Георгију Петровићу посвећена” на почетку Првог српског устанка који се претворио у револуцију против Османског царства. Обрадовић је овом пјесмом одушевљено, искрено и радосно поздравио српски устанак овом посебном, родољубивом пјесмом. Обрадовић је опсежно користио концепт Мајке Србије у својим дјелима, укључујући и ову пјесму. Од свих његових пјесама, Востани Сербије је најродољубивија. У њој се позива на нову Србију, са наглашеним сјећањем на Српско царство које је давно нестало. Обрадовић је постао први министар образовања у Кнежевини Србији.
Боже правде је била химна Кнежевине Србије и Краљевине Србије до 1918, када је основано Краљевство Срба, Хрвата и Словенаца, и делимично је била химна Краљевине Југославије до периода Другог свјетског рата. Востани Сербије и Марш на Дрину су 1992. предложене за химну Србије, заједно са Боже правде. Востани Сербије има три музичке верзије, које су писали Варткес Баронијан, Златан Вауда и Љуба Манасијевић.

## Текст
| Востани, Сербије! Востани, царице! И дај чадом твојим видет твоје лице! Обрати сердца их и очеса на се, И дај њима чути слатке твоје гласе. Востани, Сербије! Давно си заспала, У мраку лежала. Сада се пробуди И Сербље возбуди! Ти воздвигни твоју царску главу горе Да те опет позна и земља и море Покажи Европи твоје красно лице, Светло и весело, како вид Данице. Востани, Сербије! Давно си заспала, У мраку лежала. Сада се пробуди И Сербље возбуди! Теби сад помаже небесна воља, И сад ти се показује судбина боља, Сви ближњи твоји теби добра желе И даљни се народи твом добру веселе. Востани, Сербије! Давно си заспала, У мраку лежала. Сада се пробуди И Сербље возбуди! | Устани Србијо! Устани царице! И дај деци твојој да виде твоје лице. Привуци срца им и очи на се', И дај да они чују слатке твоје гласе. Устани Србијо! Давно си заспала, У мраку лежала. Сада се пробуди И Србе разбуди! Ти подигни твоју царску главу горе, Да те опет позна и земља и море. Покажи Европи твоје дивно лице, Светло и весело, као призор Данице. Устани Србијо! Давно си заспала, У мраку лежала. Сада се пробуди И Србе разбуди! Теби сад помаже и небеска воља И сад ти се показује и судбина боља. Сви ближњи твоји теби добро желе И далеки се народи твоме добру веселе. Устани Србијо! Давно си заспала, У мраку лежала. Сада се пробуди И Србе разбуди! |  |